# Stefan I di Bulgaria
Stefan I di Bulgaria (in bulgaro Екзарх Стефан I?, nato Stojan Popgeorgiev Šokov; Široka lăka, 7 settembre 1878 – Banja, 12 maggio 1957) è stato un vescovo ortodosso e teologo bulgaro, guidò la Chiesa ortodossa bulgara dal 1945 al 1948.
Fu autore di numerosi testi, studi teologici e discorsi. Il suo nome è oggi per lo più associato al suo ruolo nel salvataggio degli ebrei bulgari durante la seconda guerra mondiale. Nel 2001 gli fu conferito il titolo di Giusto tra le nazioni.

## Biografia

### Gioventù e formazione, 1878-1910
Stojan Popgeorgiev Šokov nacque il 7 settembre 1878 (il 19 settembre secondo il calendario gregoriano) nel villaggio di Široka lăka nell'Oblast di Smoljan, nei Rodopi. Frequentò la scuola elementare nel suo villaggio natale e continuò la sua educazione nei villaggi di Orehovo vicino a Čepelare (1892-1893). Si formò poi al seminario di Samokov, dal 1893 al 1896. Dal 1896 al 1900, lavorò come insegnante nel villaggio di Solica vicino a Široka lăka e si unì al comitato rivoluzionario organizzato da Vălčo Sarafov.
Studiò poi all'Accademia Religiosa di Kiev (1900-1904), presso la quale si diplomò. Dal 1904 al 1907 lavorò come insegnante al liceo maschile di Plovdiv. Dal 1907 al 1910 insegnò al seminario bulgaro di Costantinopoli.

### Carriera nella Chiesa ortodossa bulgara
Il 16 ottobre (29 ottobre secondo il calendario gregoriano) 1910 ricevette la tonsura e indossò l'abito monastico con il nome di Stefan. Tre giorni dopo divenne protosincello dell'esarcato bulgaro di Costantinopoli. L'8/21 settembre 1911, lo ieromonaco Stefan fu intronizzato archimandrita. Nel 1912-1913 sostenne la campagna di cristianizzazione dei Pomachi nelle terre annesse alla Bulgaria dopo le guerre balcaniche.
Nel 1913 collaborò alle indagini del Carnegie Endowment for International Peace nella commissione incaricata di concludere la pace con l'Impero Ottomano. All'inizio dell'estate del 1913 tornò in Bulgaria e si stabilì con l'esarca Giuseppe I a Sofia, dove nel frattempo fu trasferita la sede dell'esarcato. Dal 1915 al 1919 si specializzò in teologia a Ginevra. Mentre fu in Svizzera, l'archimandrita Stefan fu un membro dell'Unione bulgara, il cui scopo fu quello di difendere gli interessi nazionali bulgari all'estero. Notevole poliglotta, fu uno dei rappresentanti più attivi dell'emigrazione bulgara in Svizzera.
Nel 1921 fu ordinato Vescovo di Marcianopolis (l'antico nome dell'attuale villaggio di Devnja vicino a Varna), e nel 1922 fu eletto Metropolita di Sofia, carica che mantenne per 26 anni. Tra le due guerre, prese parte attiva nel movimento ecumenico e rappresentò la Chiesa ortodossa bulgara in un gran numero di conferenze internazionali. Lavorò per sfidare lo scisma che considerava imposto all'Eparchia bulgara dal 1872.

## Ruolo nel salvataggio degli ebrei bulgari
Nel 1943 partecipò attivamente al movimento di salvataggio degli ebrei bulgari. Stefan prese posizione contro l'antisemitismo già nel 1938. Nel 1941, il governo di Bogdan Filov decretò, su pressione della Germania nazista, una serie di misure antisemite, da lui apertamente criticate, chiedendo addirittura ai suoi sacerdoti di non rifiutare il battesimo a nessun ebreo che volesse riceverlo. Quando la legislazione fu attuata, Stefan si oppose alle umiliazioni inflitte agli ebrei e alla loro deportazione con clamorose dichiarazioni, affermando in particolare che Dio puniva gli ebrei per i loro peccati, ma che spettava solo a Dio decidere del loro destino e che nessun uomo aveva il diritto di perseguitarli. Concluse anche affermando che, al contrario, era dovere di ogni cristiano trattarli come fratelli e venire in loro aiuto con ogni mezzo. Nel maggio 1943, il rabbino capo di Sofia si rifugiò in casa sua.

## L'ultimo degli Esarchi
Dal 1944 al 1945 esercitò anche le funzioni di vicepresidente del Santo Sinodo. Il 21 gennaio 1945, fu eletto esarca da questa stessa autorità: sarà il quarto e ultimo ad esercitare queste funzioni. Il 22 febbraio dello stesso anno abolì lo scisma della Chiesa ortodossa bulgara. Questa decisione fu accettata dal Patriarcato di Costantinopoli, che riconobbe l'autocefalia della Chiesa bulgara. Nel contesto della presa del potere da parte del Partito Comunista Bulgaro, Stefan si oppose a qualsiasi partecipazione del clero alla vita politica del paese. A causa del conflitto aperto tra la Chiesa e il potere comunista, fu costretto a dimettersi da esarca il 6 settembre 1948.
Il 24 novembre 1948 fu internato nel villaggio di Banja vicino a Karlovo. Il governo gli vietò ogni attività amministrativa a favore della Chiesa e ogni celebrazione del culto. Morì a Banja il 14 maggio 1957 e fu sepolto nella chiesa del monastero di Bačkovo.
Stefan è autore di numerosi testi e opere teologiche, soprattutto Sulla via per Damasco (1932), La chiesa bulgara (1932), La nozione di servizio pastorale, La religione e la scienza (1937).

## Memoria di Stefan I

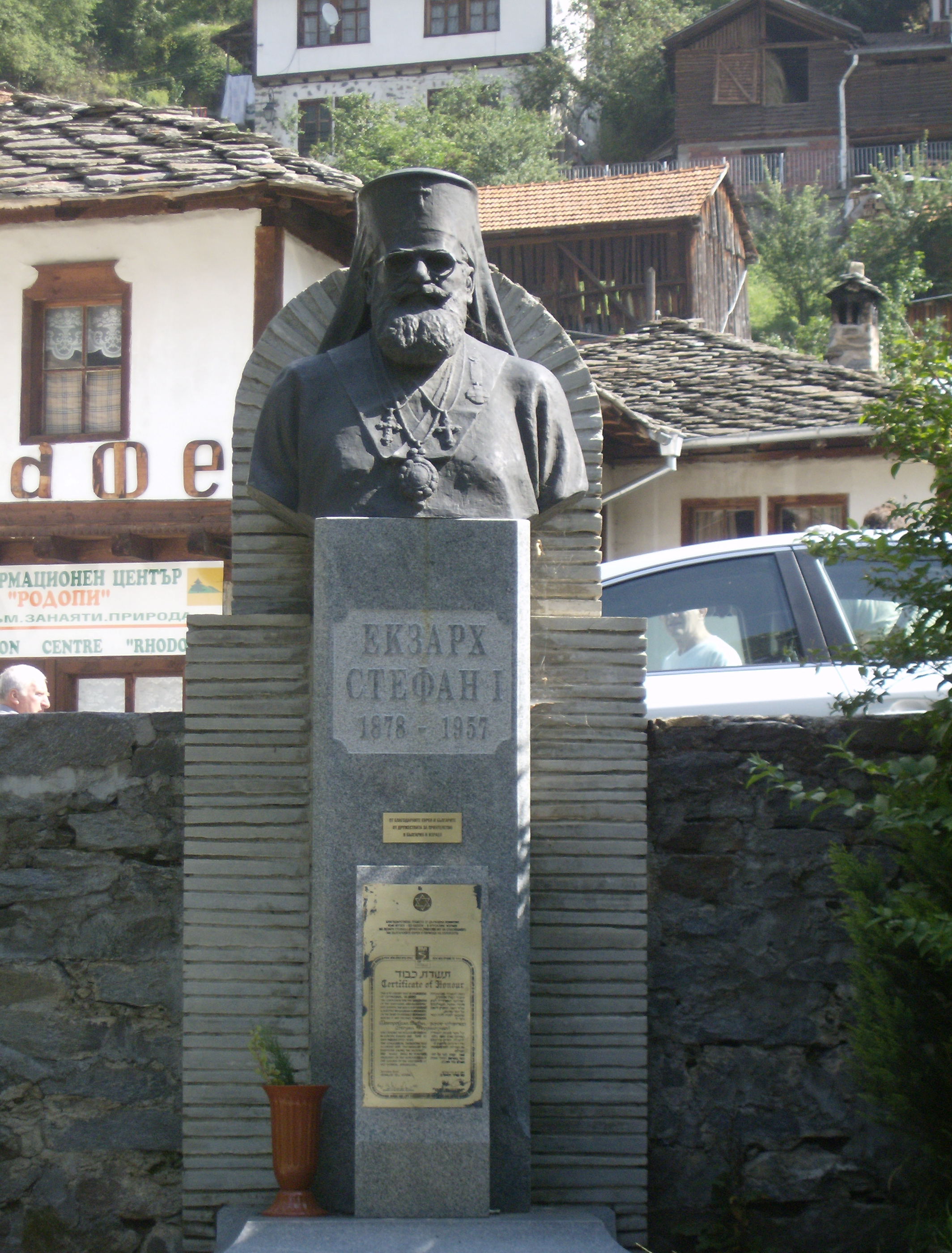
Monumento all'esarca Stefan a Široka lăka

L'interesse per la vita e il lavoro di Stefan è tornato negli anni '90, in seguito ai cambiamenti politici legati alla fine del regime comunista. A lui sono state dedicate diverse pubblicazioni, in particolare nel 1998, in occasione della commemorazione del 120º anniversario della sua nascita.
Il nome di Stefan è stato menzionato principalmente per rendere omaggio al suo ruolo nel salvataggio degli ebrei bulgari durante la seconda guerra mondiale. Il 19 novembre 2001, Yad Vashem gli ha conferito il titolo di "Giusto tra le nazioni", per il ruolo avuto nel 1943. Il certificato, datato 12 marzo 2002, specifica che "il suo nome sarà inciso per sempre sul muro dei Giusti tra le nazioni".
Nel 2003 è stato celebrato con particolare rilievo il 125º anniversario della sua nascita. In questa occasione si è svolta una cerimonia commemorativa nel suo villaggio natale di Široka lăka, durante la quale è stato inaugurato anche un busto commemorativo. L'ambasciatore israeliano in Bulgaria, Avram Sharon, così come il suo predecessore, Emanuïl Zisman, accompagnato da una delegazione israeliana di 43 persone, parteciparono a questa cerimonia. Avram Sharon ha fatto riferimento ai meriti di Stefan nel modo seguente:"Per gli ebrei bulgari e per la nazione israeliana, l'esarca Stefan simboleggia il salvataggio che risulta dalla tolleranza bulgara. La nazione israeliana e gli ebrei di tutto il mondo non lo dimenticheranno e saranno sempre profondamente grati ai suoi soccorritori". Emanuïl Zisman, dal canto suo, ha dichiarato sulla vita e i meriti di Stefan:"Se l'umanesimo fosse un criterio, l'Europa dovrebbe aderire alla Bulgaria e non il contrario".